# Maîtrise du produit non conforme
La maîtrise du produit non conforme est une des procédures documentées exigée par la norme ISO 9001 version 2008.
Aussi appelée procédure de traitement des non-conformités, elle définit la façon dont les produits n'appartenant plus à la chaîne de production principale doivent être traités, afin qu'ils ne soient pas distribués en lieu et place des produits conformes.

## Objectif et portée
Définir les activités à réaliser
- lorsqu’une non-conformité est décelée au cours de la réalisation des activités (procédures, plans, politiques, etc.) en liaison avec l’accueil, les relations avec la clientèle et l’approche client ;
- lorsqu’une action corrective est requise dans le cadre d’une non-conformité décelée.

Une action corrective peut découler de non-conformités relevées lors
- de l’application des lois et des règlements auxquels est soumise notre institution ;
- de l’accueil, des relations et de la communication avec les visiteurs ;
- du traitement des plaintes ;
- des résultats des enquêtes sur la connaissance et la satisfaction des visiteurs ;
- de l’évaluation des besoins de formation, du plan de formation et de la formation donnée au personnel ;
- de l’entretien des infrastructures et des équipements ;
- de la politique sur l’accueil et le service des publics ayant des contraintes ou des besoins particuliers ;
- du plan d’urgence ;
- de l’évaluation des fournisseurs, des sous-traitants, des concessionnaires.

## Un outil d'amélioration
La maîtrise des non-conformités du produit est un outil puissant de l'amélioration de la qualité.
- Outil de mesure
- Outil de persuasion
- Outil de décision
- Indicateur de progression

Une classification descriptive des différentes typologies de défaillance permet d'établir un diagramme de Pareto à partir duquel il est possible de :
- Rédiger une « gap analysis » qui identifie clairement les défaillances à éliminer pour atteindre l'objectif défini. (ex : éliminer les 2 défaillances les plus récurrentes suffit pour atteindre ma cible)
- Quantifier un paramètre nominal (i.e. non métrique) pour une plus grande force de persuasion des différents acteurs pour commencer un chantier d'amélioration de la qualité (ex : « le dépassement de la spécification représente 70 % des pertes de rendement soit 2 point de rendement » est plus persuasif que « c'est le problème le plus récurrent »).
- Quantifier le gain potentiel de l'élimination d'une défaillance et donc la rentabilité des investissements.
- Décider des priorités d'amélioration en fonction de leur impact et du coût de mise en œuvre de la solution.
- Lancer des groupes de travail ciblés en choisissant des ressources pertinentes vis-à-vis de la défaillance et dotés d'un budget précis.
- Démontrer au client que l'on adresse de manière très pertinente ce qui le préoccupe.

Les méthodes classiques d'amélioration de la qualité sont ensuite mises en œuvre par les groupes de travail pour remonter à la cause racine (diagramme d'Ishikawa, 5M, ...) en utilisant le pareto de départ comme indicateur de progression.
Des industries de pointe à très forte valeur ajoutée comme la microélectronique ont créé des équipes de travail spécialisées avec des profils orientés vers la statistique et l'analytique (defectivity teams).